# AKI 黒板
AKI 黒板(あき こくばん)とは、秋山博紀(あきやまひろき、AKI)によって開発されている、ソフトウェアである。フリーウェアとして配布されている。

## 概要
AKI 黒板は、黒板をシミュレートすることが出来るソフトで、黒板のように文字などを書くことが出来る。
また、細部まで細かく表現されている。

## 歴史
- 2001年初頭、当時小学生の秋山博紀(AKI)によって「AKI 黒板」が開発される。
- 2005年、ふと思い立ち「AKI 黒板 Ex」にバージョンアップ。そしてU-20プログラミングコンテスト(経産省)で経済産業大臣最優秀賞を獲得。
- 2006年、さらに「AKI 黒板 Ex2」が発表される。
- 2008年、バージョンアップし、「AKI 黒板 Nx」を発表。これが最新作。

## 機能・操作
- チョークの色を七色用意。かなりの色を使える。
- 細い線を書ける(Ctrl+チョーク)。
- 横倒しで線を書ける(ホイールボタン+チョーク)。
- 書いたものを録画、再生機能。(サイドバーから選ぶ)
- テンプレートを表示。
- グリッドを表示。
- 日付表示。
- ページ移動。
- チョークの粉が落ちる。
  - また、粉受けをする。
- おおきな黒板消しの追加。
  - 三角定規の追加。
- スクリーンショット撮影(カウントダウンあり)。
- 黒板の色を変更可能。
- デバッグモード搭載